# Drymonia albida
Drymonia albida är en fjärilsart som beskrevs av Hans Rebel 1910. Drymonia albida ingår i släktet Drymonia och familjen tandspinnare. Inga underarter finns listade i Catalogue of Life.